# Głowno (comune rurale)
Głowno è un comune rurale polacco del distretto di Zgierz, nel voivodato di Łódź.
Ricopre una superficie di 104,45 km² e nel 2004 contava 5 034 abitanti.
Il capoluogo è Głowno, che non fa parte del territorio ma costituisce un comune a sé.